# Pras
Prakazrel Samuel Michel (født 19. oktober 1972), bedre kendt som Pras er en rapper og producer fra USA. Pras er medlem af hip hop gruppen, The Fugees. 

## Diskografi
- Ghetto supastar (1998)
- Win Lose or Draw (2005)